# Banqiao
Banqiao (chiń. upr. 板桥区; chiń. trad. 板橋區; pinyin Bǎnqiáo qū; Wade-Giles Pan-ch’iao ch’ü; pe̍h-ōe-jī Pán-kiô-khu) – dzielnica (chiń. 區, qū) miasta wydzielonego Nowe Tajpej na Tajwanie. Znajduje się w zachodniej części miasta. Przemysł spożywczy, włókienniczy. 
23 czerwca 2009 komitet przy Ministrze Spraw Wewnętrznych Republiki Chińskiej zarekomendował przekształcenie dotychczasowego powiatu Tajpej (chiń. trad. 臺北縣; pinyin Taibei xiàn) w miasto wydzielone; wszystkie miasta (chiń. 市, shì), jak Banqiao, i gminy wchodzące w skład powiatu zostały przekształcone w dzielnice (chiń. 區, qū). Ustawa weszła w życie 25 grudnia 2010 roku.
Populacja dzielnicy Banqiao w 2016 roku liczyła 552 285 mieszkańców – 282 411 kobiet i 269 874 mężczyzn. Liczba gospodarstw domowych wynosiła 206 794, co oznacza, że w jednym gospodarstwie zamieszkiwało średnio 2,67 osób.

## Demografia (2010–2016)
| Rok  | Liczba ludności | Gęstość zaludnienia | Kobiety | Mężczyźni | Gospodarstwa domowe |
| ---- | --------------- | ------------------- | ------- | --------- | ------------------- |
| 2010 | 554 596         | 23 969              | 280 185 | 274 411   | 194 540             |
| 2011 | 555 335         | 24 001              | 281 490 | 273 845   | 198 015             |
| 2012 | 557 440         | 24 092              | 283 154 | 274 286   | 201 973             |
| 2013 | 556 920         | 24 070              | 283 533 | 273 387   | 203 555             |
| 2014 | 555 914         | 24 026              | 283 614 | 272 300   | 204 899             |
| 2015 | 554 236         | 23 954              | 283 058 | 271 178   | 205 731             |
| 2016 | 552 285         | 23 869              | 282 411 | 269 874   | 206 794             |